# Reaganova doktrína

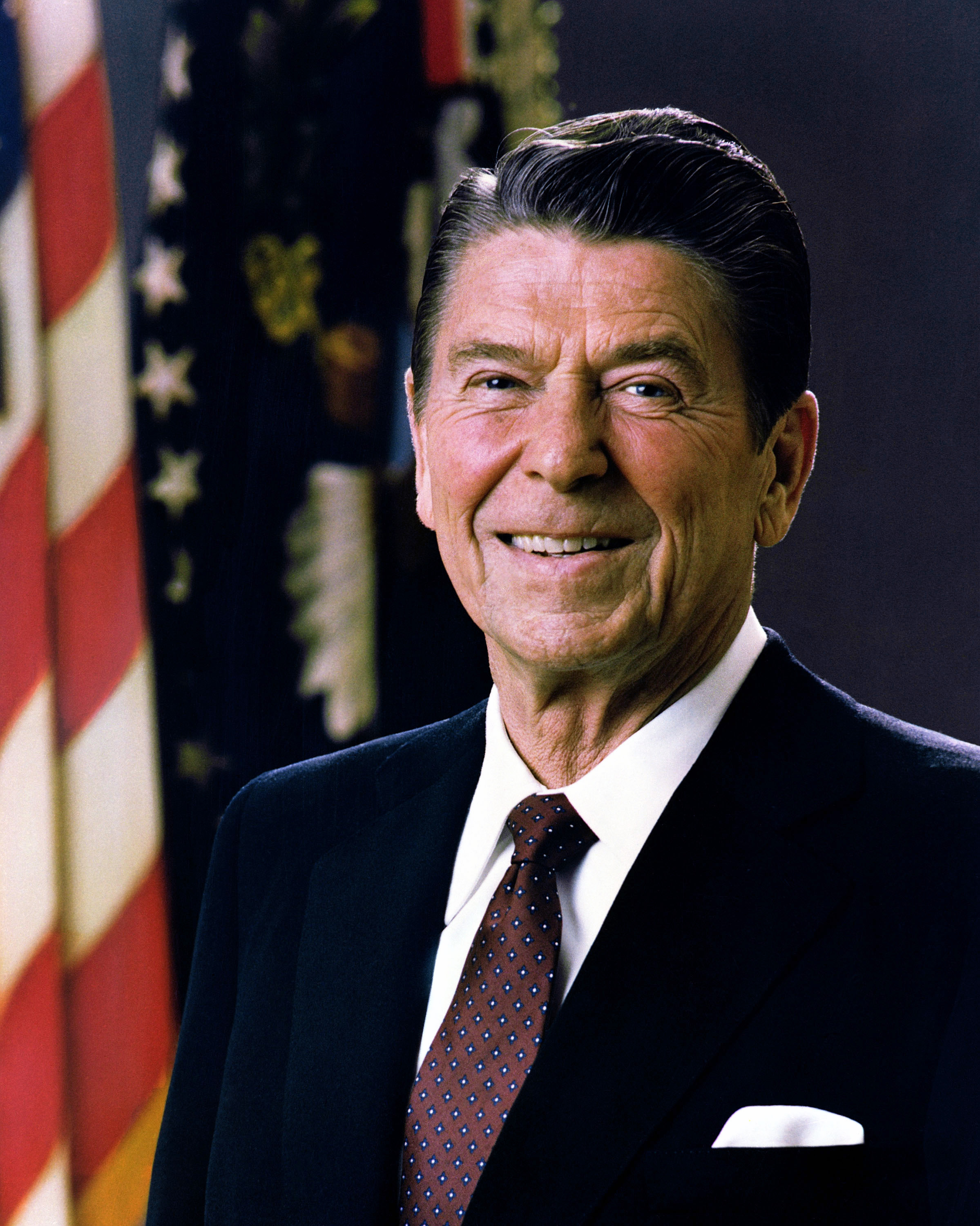
Ronald Reagan v roce 1981

Reaganova doktrína (anglicky Reagan Doctrine) je původně publicistické označení pro zahraniční politiku 40. prezidenta USA Ronalda Reagana (1981–1989) v závěrečné fázi Studené války. Cíl této politiky byl jednoduše vyjádřen Reaganovým heslem, které hlásal ještě roky předtím, než se stal vrcholným politikem: „My vyhrajeme, oni prohrají“. Byl přesvědčen, že komunismus – v očích Američanů reprezentovaný především Sovětským svazem (už ne tolik Čínou) – je třeba zničit, ne se snažit pouze o pokračování politiky détente (uvolňování napětí) a vytvoření co možná nejlepších podmínek pro koexistenci.
Na rozdíl od předchozích amerických doktrín, ta Reaganova nebyla nikdy výslovně zformulována a takto jeho administrativou nazvána. Byla však novináři a komentátory odpozorována jak z různých projevů, tak z nových razantních postupů – kombinující politický, hospodářský a nepřímý i přímý vojenský tlak – které v soupeření s komunistickým arcinepřítelem („Říše zla“) prezident zvolil:
- vystupňování závodů ve zbrojení, především díky velkolepě ohlášenému programu „hvězdných válek“ neboli Strategické obranné iniciativy (SDI) – ta sice nepřekročila rámec výzkumů, ale sloužila jako strašák a nutila SSSR k nadměrným zbrojním výdajům[1]
- dodávky zbraní, poskytování výcviku (prostřednictvím tzv. Školy Amerik), finanční dotace a mezinárodněpolitické krytí protikomunistických povstaleckých armád a pravicových diktátorů v Latinské Americe, Africe a Asii (kde však také, paradoxně, Reaganovy USA stály mj. i za ultralevicovými Rudými Khmery v Kambodži, jejichž vládu, spolu s ČLR, uznal na půdě OSN za jedinou právoplatnou již předchozí prezident Jimmy Carter);[2][3] kromě toho i otevřená invaze na Grenadu (1983)
- prosazení ideologie lidských práv do americké zahraniční politiky – v souvislosti s tím i finanční a propagandistická podpora (např. prostřednictvím zintenzivnění rozhlasového vysílání stanic Svobodná Evropa & Hlas Ameriky) disidentských hnutí ve Východním bloku, zejména nezávislého odborového hnutí Solidarita v PLR
- domluvení snížení cen ropy v kartelu OPEC (kvůli čemuž v letech 1985/86 klesla průměrná cena barelu ropy z 27 na 13,50 $, tj. o 50 %)[4] a tudíž i pokles zisků Sovětského svazu z její těžby

Přes pochybnosti a odpor, jež postupy Reaganovy administrativy vzbuzovaly v řadách veřejnosti, akademické inteligence i u části amerických a západoevropských politiků, důsledné uplatňování této doktríny nakonec silně přispělo ke geopolitické porážce úhlavního amerického rivala. (Nakolik k pádu SSSR přispěl Reagan a nakolik jiné faktory, např. Gorbačovovy „perestrojkové“ reformy či inherentní hospodářské zaostávání plánovaného hospodářství za západním kapitalismem, je stále předmětem sporů historiků i politologů.) Stinnou stránkou doktríny však byla záštita jakéhokoliv odporu proti komunismu, včetně diktátorských režimů a extrémistických bojůvek páchajících masové zločiny, tj. v podstatě popírání hodnot, k nimž se na druhé straně Spojené státy hlásily. Navíc, výcvikem a vyzbrojováním mudžáhidů (operace Cyclone) – pro něž Reagan razil lichotivé označení freedom fighters („bojovníci za svobodu“) – během války v Afghánistánu, USA významně napomohly k vytvoření a rozšíření fenoménu islámského terorismu, s jehož údery se jen o dekádu později musely samy (a zdaleka nejen ony) vyrovnávat.

## Citáty
| „                                                              | Má představa americké politiky v otázce Sovětského svazu je jednoduchá a někdo by mohl říci až moc jednoduchá. Je to tak: my vyhrajeme, oni prohrají. | “ |
| — Ronald Reagan v rozhovoru se svým poradcem R. Allenem (1977) | |   |

| „                                               | Musíme stát při našich demokratických spojencích. A nesmíme ztrácet víru v odražení agrese podporované Sověty a zachování práv, která nám byla dána už při narození, spolu s těmi, kdo riskují vlastní životy na každém kontinentě od Afghánistánu až po Nikaraguu... Podpora bojovníků za svobodu je sebeobranou. | “ |
| — Ronald Reagan v poselství o stavu Unie (1985) | |   |